# Økosamfund
Et økosamfund, også kaldet økolandsby, er et bofællesskab, hvor beboerne i fællesskab søger at leve bæredygtigt både økologisk, socialt og kulturelt. Begrebet slog an i Danmark og internationalt i 1990'erne, hvor den danske Gaia Trust i 1995 stod i spidsen,for oprettelsen af Global Ecovillage Network (GEN). Sideløbende hermed oprettedes i 1994 den danske Landsforeningen for Økosamfund, der blandt andet fik veletablerede bosættelser som Storkollektivet Svanholm og Christiania som medlemmer.